# Разумов, Владимир Васильевич
Разумов Владимир Васильевич (1890—1967) — российский и советский корабельный инженер, кораблестроитель. После Октябрьской революции — военный атташе в Великобритании, учёный в области ракетной техники, один из организаторов и первый председатель ленинградской Группы изучения реактивного движения. Репрессирован в 1933 году, приговорён к высшей мере наказания с заменой на 10 лет лишения свободы. В годы Великой Отечественной войны работал в лагерной «шарашке». Освобождён в 1947 году и сослан как социально опасный элемент в ссылку. Освобождён в 1954 году, реабилитирован в 1956 году, после чего работал в институте Гражданского воздушного флота СССР. Именем В. В. Разумова был назван кратер на Луне.

## Биография
Владимир Васильевич Разумов родился 14 (26) июля 1890 года (по другим данным 15 июня) года в Екатеринославе Екатеринославской губернии, Российской империи (ныне Днепр, Украина). В 1908 году, после окончания гимназии поступил на физико-математический факультет Императорского Санкт-Петербургского университета, но через год перевёлся на кораблестроительное отделение Морского инженерного училища в Кронштадте.

### Корабельный инженер
В службе с 1910 года. 14 (27) октября 1913 года окончил Морское инженерное училище, награждён медалью «В память 300-летия царствования дома Романовых», произведён в подпоручики и направлен на Адмиралтейский судостроительный и башенный завод корабельным инженером. Был назначен помощником главного строителя В. И. Невражина линейных крейсеров «Бородино» и «Наварин», а затем линейных кораблей на этапе достройки «Полтава» (строитель корабля — В. А. Лютер) и «Гангут» (Строитель — Л. Л. Коромальди). 6 декабря 1915 года произведён в поручики.
С 1915 года продолжал работать на судостроительных предприятиях Петрограда. 8 (21) сентября 1915 года был награждён орденом Святого Станислава 3 степени. В 1915—1916 годах руководил установкой крупнокалиберных орудий на корабли. В 1917 году был командирован Адмиралтейским судостроительным заводом в Мурманск для работы по перестройке крейсеров.
После Октябрьской революции остался в России. В 1920-е годы являлся Военно-морским атташе РСФСР в Великобритании. Затем работал в судостроительной промышленности, принимал участие в достройке и переоборудовании линкора «Гангут» (позже — «Октябрьская революция»). С 1925 по 1930 год работал в должности начальника конструкторского бюро, с 1928 года — начальником катерного цеха № 17 судостроительного завода имени «Марти», строил по проектам А. Н. Туполева глиссирующие торпедные катера типа «Г-5» и типа Ш-4. Одновременно работал над книгой «Верфь железобетонного судостроения», которая была издана в типографии судостроительного завода имени Марти. С 1930 по 1932 годы был главным инженером завода «Петрозавод».

### Председатель ЛенГИРДа
В 1930 году Разумов познакомился с учёным в области авиации и реактивной техники профессором Ленинградского института инженеров путей сообщения Н. А. Рындиным, который увлёк корабельного инженера реактивной техникой и межпланетными сообщениями. Разумов стал изучать труды К. Э. Циолковского. В 1931 году, по приглашению советского аэронавта П. Ф. Федосеенко и одного из первых строителей высотных скафандров Е. Е. Чертовского, начал работать на общественных началах в бюро воздушной техники при Ленинградском совете Осоавиахима. 13 ноября того же года была образован Ленинградская Группа изучения реактивного движения, её первым председателем был избран В. В. Разумов. В 1932 году в состав ЛенГИРДа входило более 400 членов. Большую помощь в организации ЛенГИРДа и её работе оказывали сотрудники Газодинамической лаборатории В. А. Артемьев, Б. С. Петропавловский и другие. ЛенГИРД активно пропагандировала ракетную технику, организовывала показательные запуски небольших пороховых ракет, разработала ряд оригинальных проектов экспериментальных ракет (фоторакета, метеорологическая ракета и др.), в частности, ракету Разумова — Штерна с ротативным ЖРД. В 1932 году при Ленинградском Доме техники ЛенГИРД создала курсы по теории реактивного движения.
В 1933 году был командирован в Москву и назначен начальником конструкторского бюро по постройке цельнометаллического дирижабля К. Э. Циолковского. 22 августа 1933 года он сделал доклад коллегии Аэрофлота о своих расчётах дирижабля объёмом 3000 кубических метров. Проект осуществить не удалось из-за ареста.

### Арест
9 декабря 1933 года В. В. Разумов был арестован. 20 апреля 1934 года согласно приговору Коллегии ОГПУ по статье 58-6 УК РСФСР был приговорён к высшей мере наказания (расстрел) с заменой на 10 лет лишения свободы. С августа 1939 года, и в течение Великой Отечественной войны, находился в Ягрынлаге (на острове Ягры), работал в лагерной «шарашке» — Особом техническом бюро при НКВД, занимался технической разработкой строительства нового судостроительного завода в Молотовске. Освобождён 24 мая 1947 года и по приговору ОС МГБ СССР был сослан в ссылку как социально опасный элемент сначала в Коми АССР на 5 лет, а затем в Казахстан. Освобождён 20 августа 1954 года. Реабилитирован 20 октября 1956 года Военной коллегией Вооружённых сил СССР.
С 1956 года В. В. Разумов поселился в Москве. Несмотря на то, что очень любил Ленинград, в этот город не хотел возвращаться — в сентябре 1941 года при бомбёжке Ленинграда погибла вся его семья. Работал в московском институте Гражданского воздушного флота СССР.
Владимир Васильевич Разумов был высокообразованным специалистом, знал несколько иностранных языков, в том числе свободно читал и говорил на фарси, «вслепую» (по памяти без шахматной доски) играл в шахматы.
Умер 4 сентября 1967 года. Похоронен на Введенском кладбище, в Москве (12 уч.).

## Память
В 1972 году на здании Главного Адмиралтейства в Санкт-Петербурге установлена мемориальная доска в честь В. В. Разумова, на которой написано: «Здесь работал воспитанник училища, видный инженер В. В. Разумов, представитель ЛенГИРДа, один из создателей первых советских ракет. 1890—1967».
В 1976 году именем В. В. Разумова был назван кратер на Луне диаметром 75.1 км.